# Бюхель (Тюрингия)
Бюхель (нем. Büchel) — община в Германии, в земле Тюрингия.
Входит в состав района Зёммерда. Подчиняется управлению Киндельбрюк. Население составляет 244 человека (на 31 декабря 2010 года). Занимает площадь 6,52 км².